# 仁川国際空港1ターミナル駅
仁川国際空港1ターミナル駅（インチョンこくさいくうこう1ターミナルえき）は、大韓民国仁川広域市中区雲西洞にある空港鉄道（A'REX）と仁川国際空港公社の駅。

## 乗り入れ路線
仁川国際空港鉄道と仁川空港磁気浮上鉄道の2路線が乗り入れる。
2路線共に駅番号を導入している。駅番号は空港鉄道が「A10」、仁川空港磁気浮上鉄道が「M01」。

## 駅構造

### 空港鉄道
仁川国際空港第1旅客ターミナルの交通センターに併設されている。ホームは地下4階にあり、島式ホーム2面4線を有している。うち一方を空港鉄道が使用しており、もう一方はかつてKTXが使用していたが、KTXの乗り入れ廃止後は閉鎖されている。空港鉄道のホームにはフルスクリーンタイプのホームドアが設置されている。
開業当初、KTX用のホームは高床ホームとして軌道未敷設の状態で準備されていたが、KTXの乗り入れ決定により低床ホームへの変更・ホーム延伸が行われ整備された。
改札階は地下1階にある。改札口は直通列車と一般列車で別々になっており、空港鉄道は東側が一般列車用、西側が直通列車用となっている（列車停止位置もそれに準じる）。このため、一般列車の乗車券で直通列車用の改札から入場することはできない（逆も同様）。KTXのりばへの入口は、それぞれの改札口横に設置されていた。

#### のりば
4番線は欠番である。空港鉄道ホームは、ほぼ中央部分に一般列車と直通列車の乗客を分離するために柵が設置されている。ホームの長さが足りないため、一般列車、直通列車共に車両の一部が違う種別の乗車位置にかかってしまうが、ドアカットにより当該部分のホームドアは開閉しない。
| 1    | 空港鉄道 | 金浦空港・ソウル方面        |
| 2    | 空港鉄道 | 仁川国際空港2ターミナル方面 |
| 3・5 |          | 使用停止（旧・KTXホーム）   |

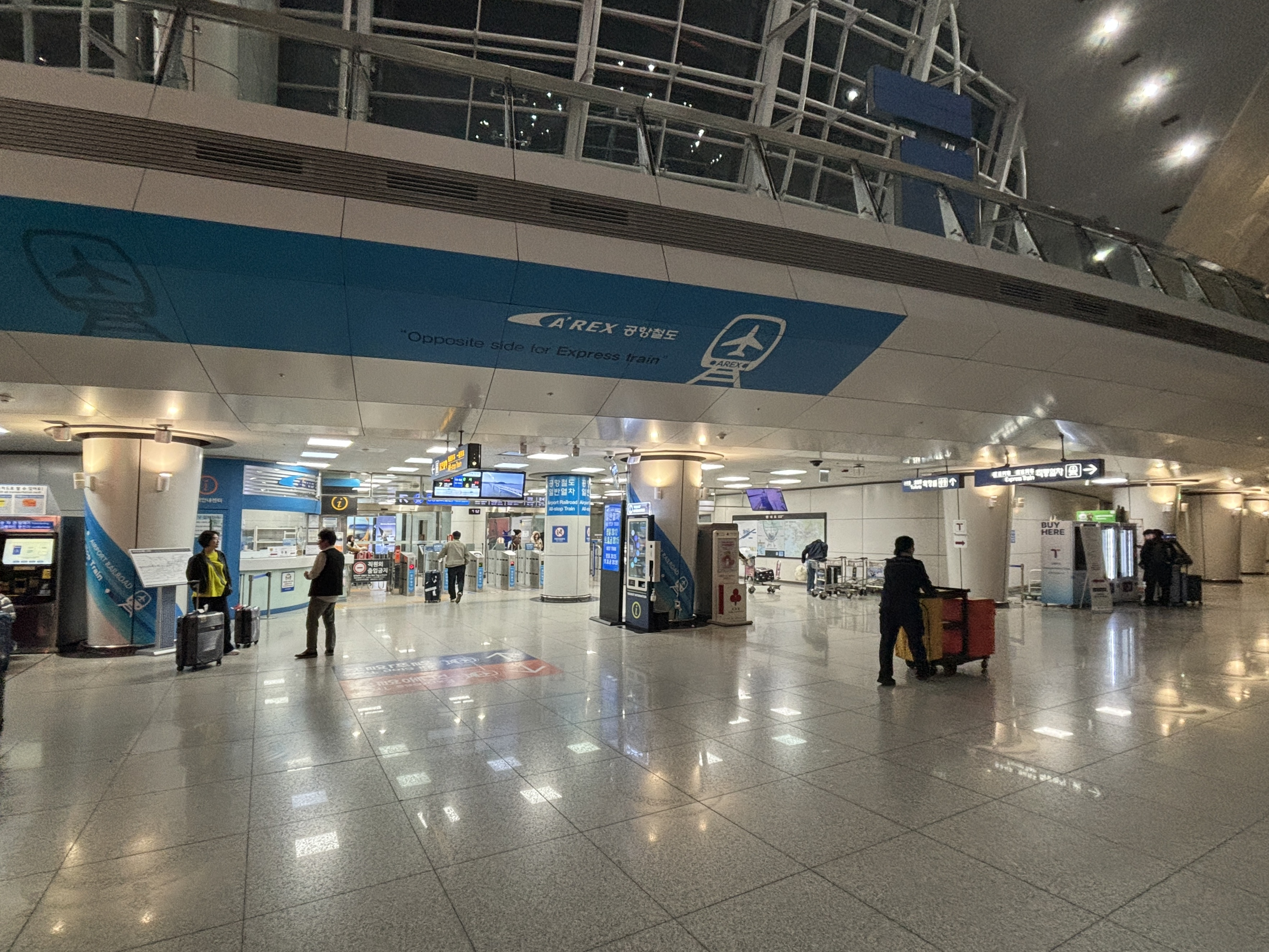
一般列車改札口
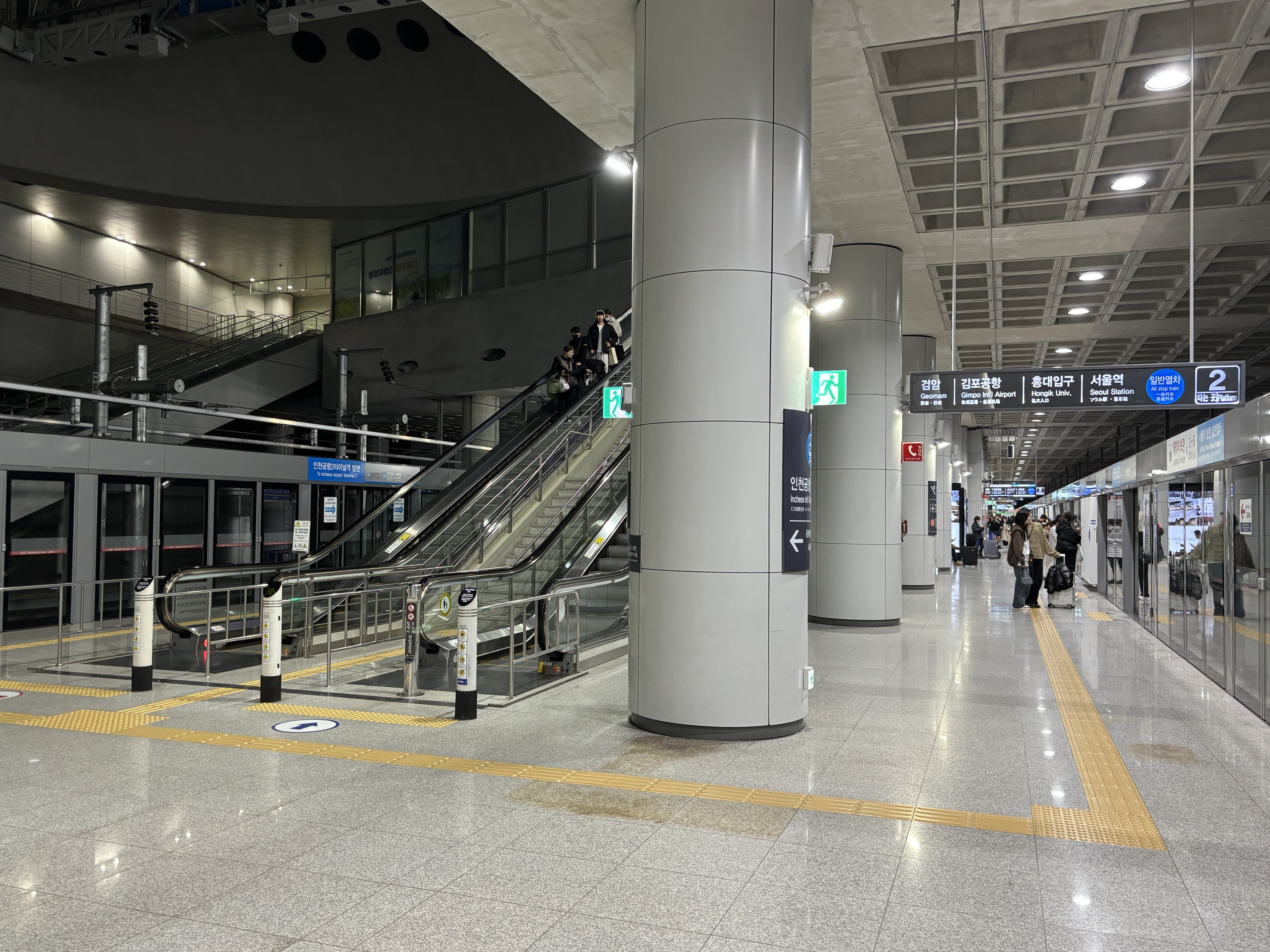
空港鉄道一般列車ホーム
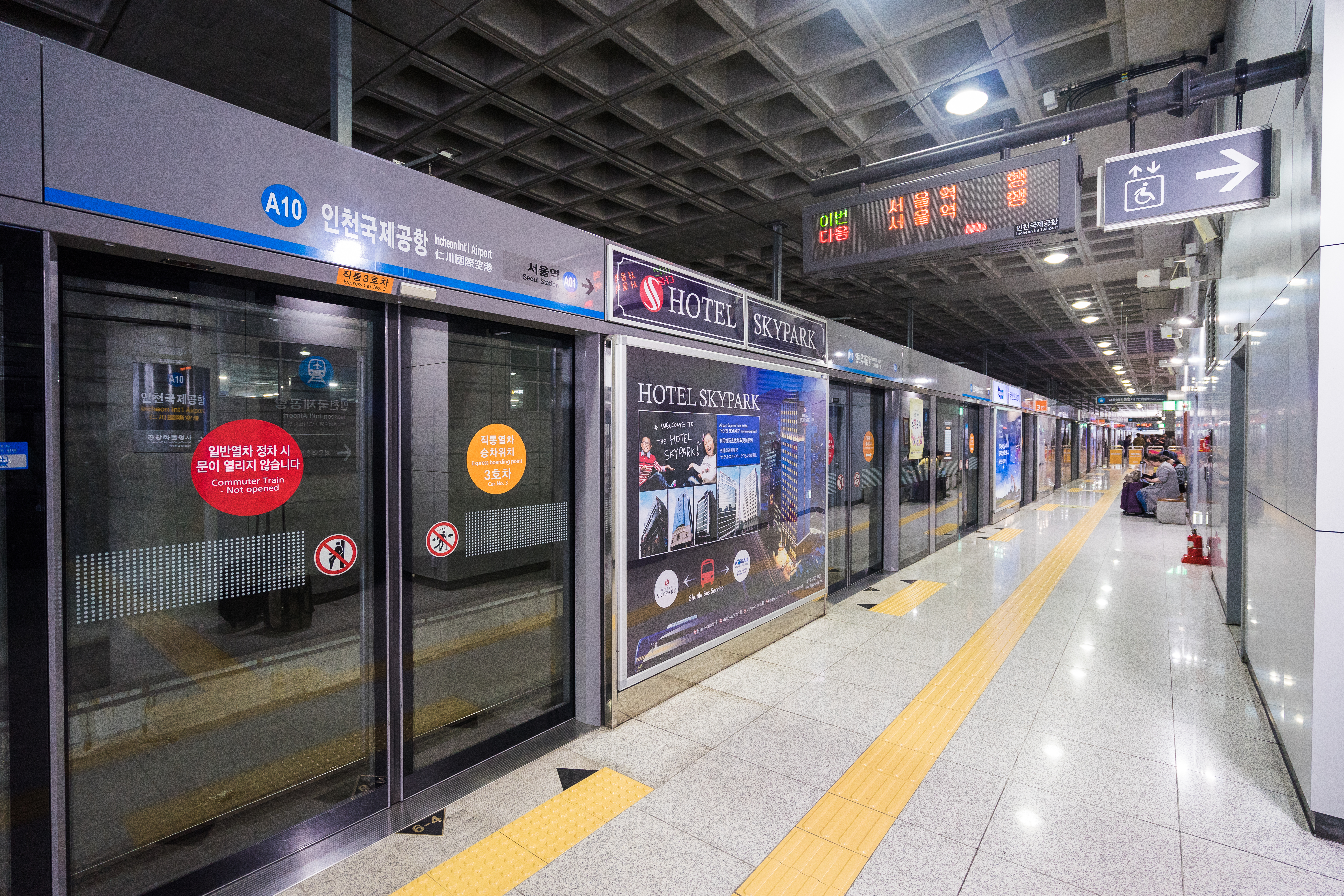
空港鉄道直通列車ホーム
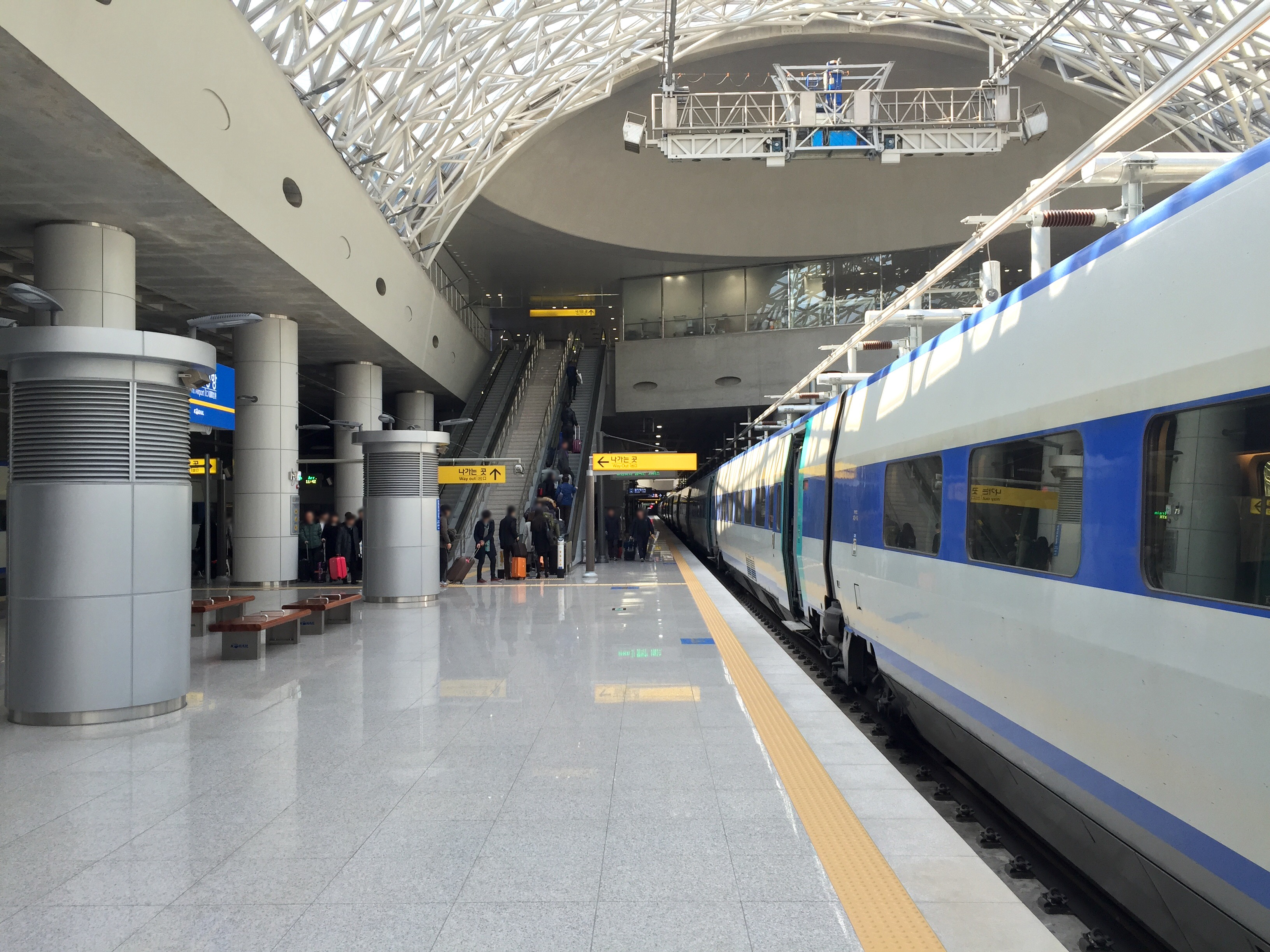
KTXホーム

### 仁川国際空港公社
空港鉄道改札口の直上、交通センター2階に改札口（無料運行中のため自動改札未稼働）とホームがある。ホームは島式ホーム1面2線を有する。

#### のりば
| ●仁川空港磁気浮上鉄道 | 龍遊方面 |

## 利用状況
| 年度   | 年度 | 合計      | 一日平均 | 備考       |
| ------ | ---- | --------- | -------- | ---------- |
| 2007年 | 乗車 | 733,088   | 2,581    | 284日 営業 |
| 2007年 | 降車 | 756,953   | 2,665    | 284日 営業 |
| 2007年 | 合計 | 1,490,041 | 5,247    | 284日 営業 |
| 2008年 | 乗車 | 1,138,381 | 3,110    |            |
| 2008年 | 降車 | 1,155,104 | 3,156    |            |
| 2008年 | 合計 | 2,293,485 | 6,266    |            |
| 2009年 | 乗車 | 1,288,163 | 3,529    |            |
| 2009年 | 降車 | 1,305,770 | 3,577    |            |
| 2009年 | 合計 | 2,593,933 | 7,107    |            |
| 2010年 | 乗車 | 1,626,015 | 4,455    |            |
| 2010年 | 下車 | 1,597,227 | 4,376    |            |
| 2010年 | 合計 | 3,223,242 | 8,831    |            |

## 駅周辺
- 仁川国際空港 第1旅客ターミナル

## 歴史
- 2007年3月23日 - 空港鉄道・金浦空港駅 - 当駅間開通と同時に、仁川国際空港駅（インチョンこくさいくうこうえき、인천국제공항역）として開業。
- 2010年12月29日 - 空港鉄道がソウル駅まで延伸。
- 2014年6月30日 - KTXが当駅への片乗り入れを開始。
- 2016年
  - 2月3日 - 仁川空港磁気浮上鉄道が開業。
  - 5月25日 - 駅構内でKTXが脱線事故を起こす[2]。乗客38人のうち、けが人はいなかった。
- 2018年
  - 1月13日 - 空港鉄道・当駅 - 仁川国際空港2ターミナル駅間が開業。同時に駅名を仁川国際空港1ターミナル駅に改称。
  - 3月23日 - KTXの乗り入れを休止[3]。
  - 9月1日 - KTXの乗り入れを廃止[4]。

## 隣の駅
空港鉄道
 仁川国際空港鉄道
直通
ソウル駅 (A01) - 仁川国際空港1ターミナル駅 (A10) - 仁川国際空港2ターミナル駅 (A11)
一般 (各駅停車)
空港貨物ターミナル駅 (A09) - 仁川国際空港1ターミナル駅 (A10) - 仁川国際空港2ターミナル駅 (A11)
仁川空港磁気浮上鉄道
●仁川空港磁気浮上鉄道
仁川国際空港1ターミナル駅 (M01) - 長期駐車場駅 (M02)